# 坪林 (新北市大字)
坪林，原稱坪林尾，是新北市坪林區的一個地名，也是全區行政中心所在地，位於該區中部偏西北，範圍大致為坪林里南半部、粗窟里東北端北勢溪以北部分。

## 歷史
台灣清治末期，坪林地區為一街庄，稱為「坪林尾庄」，隸屬於文山堡。該庄東南及南隔北勢溪與水聳淒坑庄、魚堀庄為鄰，西邊為灣潭庄，北邊為坑仔口庄。
1901年（日治明治三十四年）11月，該庄隸屬於深坑廳，編入第十一區。1903年（明治三十六年）4月，第十一區的全部街庄及第十二區的九芎林庄部分合併為「坪林區」。1920年（大正九年），該庄改制並改名為「坪林」大字，隸屬於臺北州文山郡坪林庄，大字下有「坪林」、「水柳腳」、「烏窟子」、「黃舉皮寮」、「嶺腳坑」小字名。
戰後坪林庄改制為坪林鄉，隸屬於臺北縣，大字亦改制為村。2010年（民國99年）12月，臺北縣升格為新北市，坪林鄉改制為坪林區，村改制為里。

## 交通
國道5號又稱「北宜高速公路」，大致以西北—東南走向經過坪林地區東北角。坪林交流道位於北側境外不遠處，由此往東南可達宜蘭、羅東、蘇澳等地；往西北可達至石碇，或至南港銜接國道3號。該交流道東南側緊臨知名的雪山隧道，西北側不遠處為彭山隧道。
省道台9線屬於「北宜公路」的一部分，經過本地區南部，由此過坪林橋往南可前往礁溪、宜蘭、羅東等地，往西可前往新店、台北等地。
市道106乙線是連絡木柵、坪林的道路，其南側端點即位於本地區南側境外不遠與省道台9線交會處，往西北可前往石碇、深坑、木柵等地。

## 學校
- 坪林國中
- 坪林國小